# Canon (âm nhạc)

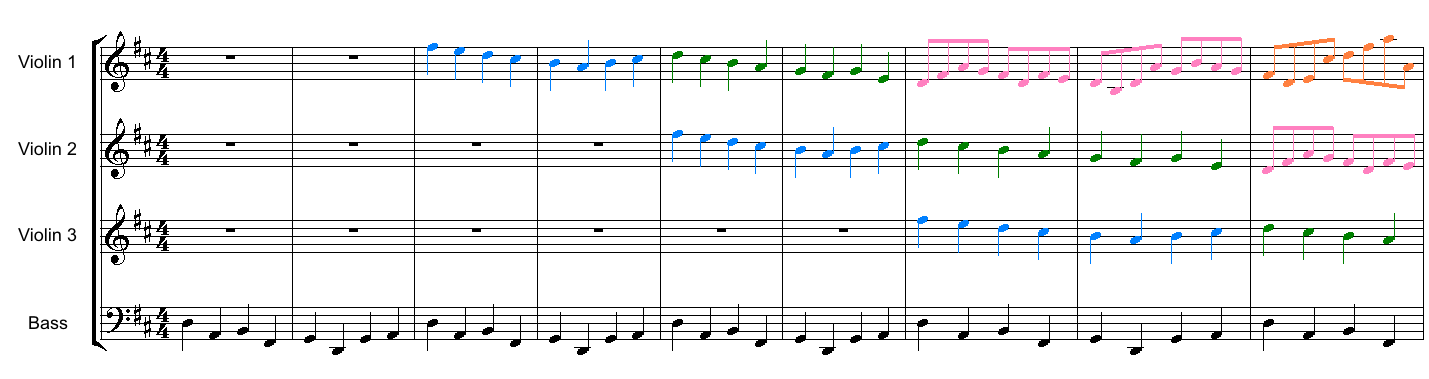
Một trích đoạn ký âm từ tác phẩm "Canon cung Rê trưởng" của Johann Pachelbel

Trong lĩnh vực âm nhạc, canon là một bản nhạc đối âm sử dụng giai điệu có kết hợp một hoặc nhiều giai điệu phỏng mẫu kèm theo trong một khoảng thời gian nhất định (ví dụ, trong khoảng nghỉ, điệu nhảy,...) Giai điệu chính  đóng vai trò chủ đạo trong canon gọi là lãnh xướng (hợp âm chính), còn những giai điệu mô phỏng với nhiều âm sắc khác nhau có tác dụng hỗ trợ hoặc bè gọi là phụ xướng (hợp âm phụ). Giai điệu phụ xướng phải phỏng theo lãnh xướng, hoặc phải như một bản sao chính xác nhịp và quãng của hợp âm chính, hoặc có tác dụng như một phần nhạc chuyển giao trung gian (xem "Các loại canon" bên dưới). Canon loại đơn giản trong đó có những âm thanh giai điệu lặp đi lặp lại giống nhau gọi là round - "Row, Row, Row Boat Your Boat" và "Frère Jacques" là những điển hình cơ bản cho trường canh.
Canon bổ trợ là canon có kèm theo một hoặc nhiều đoạn nhạc bổ sung độc lập không lặp lại những giai điệu nào.

## Lịch sử
Canon là từ tiếng Pháp cổ, được hiểu theo nghĩa "uyên thâm, thông thái" và bắt nguồn từ chữ Hy Lạp "Kanon" nghĩa là "luật lệ". Một trong những thể loại đầu tiên của Canon xuất hiện ở thế kỷ thứ XIII gọi là rounds (hay rondellus). Tác phẩm nổi tiếng thuộc thể loại này khi đó là "Sumer is Icumen In". Đến thế kỷ thứ XIV, canon xuất hiện nhiều ở Ý với tên gọi "caccia", đôi khi ở Pháp các bản trường ca cũng theo âm luật của Canon.

## Các loại canon
Việc phân loại Canon có thể dựa trên:
- Số lãnh xướng và phụ xướng trong bản nhạc
- Theo cấu trúc của bản nhạc, ngôn từ[1]